# Rail Simulator
Rail Simulator — залізничний симулятор для Microsoft Windows, випущений у 2007 році. Розроблений британською компанією Kuju Entertainment. Пізніше франшиза отримала розвиток і була перейменована в Railworks, а ще пізніше — в Train Simulator, розвиток якого триває (станом на 2020 рік).
Гра працює на рушію PhysX і відрізняється доброю графікою в порівнянні з іншими залізничними симуляторами.
Існують різноманітні місії: перевезення пасажирів за розкладом, доставляння вантажів з точки «А» в точку «Б», сортування вагонів. У гру вбудований зручний і легкий редактор карт, за допомогою якого можна створювати власні маршрути.

## Маршрути
У грі відтворені чотири залізничні гілки що реально існують:
- Оксфорд – Паддінгтон (Лондон) (3 сценарії)
- Бат – Темплкомб[en] (4 сценарії)
- Ньюкасл – Йорк (4 сценарії)
- Хаген – Зіген (4 сценарії)

## Рухомий склад
- Паровози:
  - LMS Stanier Class 5 4-6-0 Locomotive[en]  (Black Five)
  - 7F 2-8-0 Locomotive[en]
- Тепловози:
  - British Rail Class 47 Engine
  - British Rail Class 55 Engine
  - DB Baureihe 294
- Швидкісні тепловози:
  - British Rail Class 43 (головний вагон InterCity 125)
- Дизель-поїзди:
  - British Rail Class 166 DMU
  - British Rail FGW Class 166 DMU (більш сучасне забарвлення)
- Швидкісні дизель-поїзди:
  - Intercity 125
  - High Speed Train
  - FGW High Speed Train (більш сучасне забарвлення)
- Електровози:
  - DB Baureihe 101 (єдиний електровоз в грі).

## Оцінки
Герман Клочков у своїй рецензії для «Игромании» за відсутність навчального режиму назвав гру «безжальним симулятором», похваливши при цьому «деталізоване управління локомотивами, в якому враховуються особливості кожної машини» і «практично бездоганну фізичну модель». Emily Balistrieri з IGN зробила висновок, що «симулятор, ймовірно, порадує хардкорних фанатів, але він відразу ж набридне всім іншим».